# Mund (Valais)
Mund est une localité et une ancienne commune suisse du canton du Valais, située sur la rive droite du Rhône dans le district de Brigue.

## Production de safran
Mund est actuellement le seul village de Suisse ou des agriculteurs produisent du safran,, où le crocus y est favorisé par des sols sablonneux et un climat particulièrement sec.
La production était tombée à 20 g à peine dans les années 1970. La Confrérie du Safran, créée en 1979, a amené un regain de cette culture et 30 ans plus tard, 1,4 ha y sont cultivés par 116 producteurs produisant annuellement 3 à 4 kilos d'épice. Ce safran, produit dans la région depuis le XVe siècle, a obtenu une AOC suisse en juillet 2004. C'est l'un des safrans les plus recherchés au monde[pourquoi ?].
Les fabrications du village sont marquées par le safran : pain, pâtes, saucisses à rôtir, purée de pommes de terre, glace et bien d'autres, y compris une liqueur au safran.